# Valerij Kharlamov
Valerij Borisovitj Kharlamov (russisk: Вале́рий Бори́сович Харла́мов, født 14. januar 1948, død 27. august 1981) var en russisk ishockeyforward, der spillede for CSKA Moskva i den sovjetiske liga fra 1967 til sin død i 1981. Kharlamov var en hurtig, intelligent, dygtig og dominerende spiller, der blev kåret som den mest værdifulde spiller i den sovjetiske mesterskabsliga i 1972 og 1973. Han var topscorer i ligaen i 1972. Han var også en dygtig skøjteløber, der kunne foretage pasninger m.v. ved høj hastighed. Kharlamov anses som en af de bedste spillere i sin ære, såvel som en af de største spillere nogensinde.
Kharlamov repræsentere Sovjetunionen ved 11 verdensmesterskaber, hvor han vandt 8 guldmedaljer, 2 sølvmedaljer og 1 bronzemedalje. Han deltog tillige i tre vinter-OL, 1972, 1976 og 1980, hvor han endte med to guldmedaljer og en sølvmedalje, og deltog i Summit Series i 1972 mod Team Canada. Han tilbragte det meste af sin karriere med at spille i en kæde med Vladimir Petrov og Boris Mikhailov, og denne trio betragtes som en af de bedste i ishockeyens historie.
Kharlamov blev dræbt i en bilulykke i 1981. Efter sin død blev Kharlamov optaget i International Ice Hockey Federation Hall of Fame, Hockey Hall of Fame, den russiske ishockey Hall of Fame og blev udvalgt som en af angriberne på IIHF Centennial All-Star Team. Kharlamov Trophy uddeles årligt til den bedste russiske ishockeyspiller i den nordamerikanske National Hockey League, valgt af hans kolleger. Kharlamov Cup uddeles til vinderen af slutspillet i den russiske ungdoms ishockeyliga, ligesom Kontinental Hockey League har opkaldt en af deres fire divisioner efter ham.

## Opvækst
Kharlamov blev født i Moskva som søn af Boris og Begoñita Kharlamov. Faren af mekaniker på en fabrik, og moren arbejdede for Aeroflot. Begoñita, der blev født som Carmen Orive Abad, var basker og oprindeligt fra Bilbao i Spanien, men flyttede til Sovjetunionen som barn i 1937 som flygtning fra den spanske borgerkrig. I 1956, da Valerij var otte år gammel, flyttede han til Spanien med sin mor, selvom de begge vendte tilbage til Sovjetunionen efter nogle måneder. På grund af sin mors afstamning fik Kharlamov øgenavnet "Spanieren" gennem hele sin karriere.
Som femårig begyndte Kharlamov at skøjte Kharlamov, der også nød at spille fodbold, var dog ret syg som ung; i 1961 blev han diagnosticeret med gigtfeber, og lægerne beordrede ham til at ophøre med enhver fysisk aktivitet, og han tilbragte flere måneder på hospitalet, selvom han til sidst kom sig uden nogen åbenlys årsag eller langvarige bivirkninger.

## Spillerkarriere

### Sovjetligaen
Kharlamov prøvespillede med succes for CSKA Moskva, da han var 12 år gammel, og blev optaget på deres akademi. Han kom til seniorholdet i sæsonen 1967-68 og debuterede med CSKA den 22. oktober 1967 mod HC Sibir. Anatolij Tarasov, holdets træner, mente dog, at Kharlamov ikke var god nok til holdet, så efter 15 kampe med CSKA sendte han Kharlamov til Zvezda Tjebarkul, der spillede i tredje division. Kharlamov blev topscorer for Zvezda med 34 mål i 32 kampe. 
Den følgende sæson blev Kharlamov hentet tilbage til CSKA. I 42 kampe scorede han 37 mål og havde 12 assists og blev nr. tre i ligaen med en score på 49 point; det var under en kamp i oktober 1968, at han for første gang blev sat i kæde med Vladimir Petrov og Boris Mikhailov; de tre spillede sammen de næste år både for CSKA og på det sovjetiske landshold og dannede en af de mest berømte angrebskæder i ishockeyhistorien. Kharlamov scorede yderligere 33 mål i 1969-70 og havde opnået en samlet femteplads i point med 43, da CSKA igen vandt ligamesterskabet. Han tog ligaens scoringsrekord for første gang i 1970-71 med 40 mål og sluttede på andenpladsen samlet set med 52 point, hvilket atter gjorde CSKA til mestre.
Selvom Kharlamov aldrig spillede i Nordamerika, blev han i begyndlelsen af 1972 draftet af Calgary Broncos fra World Hockey Association sammen med de sovjetiske holdkammerater Petrov og Alexander Maltsev.

### Landshold

#### Verdensmesterskaber
Kharlamovs karriere i sovjetisk ishockey var veletableret, da han fik større opmærksomhed gennem sin deltagelse på Sovjetunionens ishockeylandshold. Hans første turnering for Sovjetunionen var verdensmesterskabet i 1969, hvor med holdet vandt guld. Kharlamov var en fast bestanddel af det sovjetiske landshold i det næste årti. Han spillede i alt elleve verdensmesterskaber, hvor han vandt 8 guldmedaljer, 2 sølvmedaljer og 1 bronzemedalje. Han blev udtaget til turneringens All-Star-hold fire gange (1971, 1972, 1973 og 1976). Han spillede i alt 105 kampe ved VM, hvor han scorede 74 mål og lavede 82 assists (156 point).

#### Summit Series
Da verdensmesterskaber almindeligvis blev spillet i Europa, og da NHL-spillere (National Hockey League) som professionelle atleter ikke måtte deltage i OL, var Kharlamov og hans holdkammerater ret ukendte i Nordamerika, da Summit Series blev spillet første gang i 1972. Serien med otte kampe, hvor fire kampe blev spillet i Canada og fire i Sovjetunionen, var en af de første muligheder for de to lande til at sætte deres bedste hockeyspillere op mod hinanden. De fleste eksperter forventede, at Canadas professionelle NHL-spillere ville vinde overbevisende.
I den første kamp i serien chokerede Sovjetunionen Canada med en 7-3 sejr. Kharlamov scorede to mål på Ken Dryden i anden periode og blev kåret til kampens mest værdifulde spiller. De nordamerikanske iagttagere var imponerede af Kharlamovs spil. Summit Series-forsvarsspilleren Serge Savard rangerede Kharlamov som en af de fem bedste spillere nogensinde. Team Canadas cheftræner Harry Sinden sagde senere om Kharlamov: "Han havde de færdigheder og evner, som enhver spiller i NHL på det tidspunkt kunne have."
I den sjette kamp i serien smadrede Bobby Clarke Kharlamov i benene og brækkede en knogle i hans ankel. Kharlamov gik glip af den syvende kamp i serien og vendte tilbage til opstillingen i den sidste kamp, men med meget reduceret effektivitet. På det tidspunkt mente mange, at slaget var bevidst. Assistenttræner John Ferguson sagde senere: "Jeg kaldte (Bobby) Clarke hen til bænken, kiggede på Kharlamov og sagde: 'Jeg tror, han har brug for et klap på anklen'." Clarke indrømmede ligeledes den bevidste handling Hvad angår Kharlamov selv, var han ikke i tvivl om, at der var gjort et bevidst forsøg på at skade ham. Kharlamovs skade og hans forringede spil i kølvandet anses som et vendepunkt for serien til fordel for Canada, der vandt serien i den ottende og sidste kamp.
To år senere spillede Kharlamov igen under Summit Series i 1974. Sovjetunionen vandt denne serie med fire sejre, et nederlag og tre uafgjorte. Kharlamov scorede to mål og lavede seks assists i serien.

#### OL
Kharlamov spillede på det sovjetiske ishockeylandshold, der vandt guld ved vinter-OL i 1972 og 1976. I fem kampe under turneringen i 1972 scorede Kharlamov ni mål og lavede syv assists. Han vandt sin anden guldmedalje med Sovjetunionen i 1976, hvor han bidrog med tre mål og seks assists. Kharlamov var også en del af det sølvvindende sovjetiske hold ved vinter-OL i 1980, som var hans sidste internationale turnering. Samlet set vandt Kharlamov to guldmedaljer og en sølvmedalje ved OL og scorede 36 point i 22 kampe i karrieren.
Kharlamov spillede aldrig i en Canada Cup-turnering. Han gik glip af Canada Cup i 1976 på grund af de skader, han pådrog sig i sin første store bilulykke, og blev udeladt af truppen til Canada Cup i 1981 lige før sin fatale bilulykke, da Tikhonov mente, at Kharlamov var for gammel og ikke i god nok form til holdet. Ifølge sin svigermor havde Kharlamov planlagt at annoncere sin tilbagetrækning efter at have spillet i 1981-turneringen.

## Død
Kharlamov var stadig aktiv i CSKA, da han blev dræbt i en bilulykke den 27. august 1981. Kharlamovs hustru Irina, kørte som chauffør med Valerj og Irinas fætter tilbage til Moskva fra familiens sommerhus, da hun mistede kontrollen og krydsede ind i den modsatte vejbane, hvor bilen ramte en lastbil frontalt. Irina havde ikke kørekort på tidspunktet for ulykken. 
Fans stod langs gaderne under hans begravelsesoptog i Moskva, og de gik i række forbi hans kiste, der lå midt på isen i CSKA Arena. Nær ulykkesstedet er der en mindesten formet som en hockeypuck med indskriften "Stjernen i russisk ishockey faldt her."

## Eftermæle
Efter hans død besluttede Kharlamovs holdkammerater i CSKA, at ingen på noget niveau i organisationen ville bære Kharlamovs trøje med nummer 17, før hans søn Alexander var gammel nok til at bære den. Alexander bar trøje med nummer 17, indtil han var teenager, men skiftede senere til trøje med nummer 22, da han følte, at forventningerne til hans fars trøjenummer var for store. Da han i 1992 spillede for Tikhonov med CSKA, blev beslutningen taget fra ham, og han fik tildelt trøjen med nummer 17. Efter i starten at have været tilbageholdende sagde Alexander: "Nu er jeg vant til det. Jeg følte en ekstra byrde på mine skuldre. Men nu føler jeg ikke noget lignende." Trøje med nummer 17 bæres ikke af noget medlem af det russiske landshold ved internationale seniorturneringer.
Til hans minde indstiftede avisen Sovetsky Sport Kharlamov-trofæet i 2002; det uddeles årligt til den bedste russiske spiller i National Hockey League, udvalgt af de russiske spillere i ligaen. Den årlige vinder af slutspillet i Ruslands ungdomsliga tildeles Kharlamov-pokalen. Trofæet har øverst en figur modelleret efter Kharlamov. En af divisionerne i Eastern Conference i Kontinental Hockey League er også opkaldt til hans ære. I 2013 udkom filminstruktør Nikolaj Lebedevs biografiske film Legenda No. 17, hvor Danila Kozlovskij portrætterede Kharlamov i det meste af filmen. "Legend No 17" blev nomineret til 11 Golden Eagle Awards i 2013 og vandt seks af dem, inklusive bedste manuskript.
Kharlamov blev posthumt optaget i Det Internationale Ishockeyforbunds (IIHF) Hall of Fame i 1998. Milestone Award gives af IIHF Hall of Fame til hold, der har ydet betydelige bidrag til international ishockey. I 2012 modtog Kharlamovs sovjetiske hold fra Summit Series i 1972 denne ære. For at fejre IIHF's 100-års jubilæum i 2008 udnævnte et ekspertpanel Kharlamov til Centennial All-Star Team sammen med tre andre sovjetiske stjerner, Vladislav Tretiak, Vjatjeslav Fetisov og Sergej Makarov. Kharlamov blev optaget i Hockey Hall of Fame i 2005. Hans optagelse blev mødt med ros fra en af de spillere, der forgudede ham, Ilja Kovaltjuk. Kharlamov var den anden sovjetisk trænede spiller, efter Tretiak, der blev optaget i Hall of Fame. I 2014 var Kharlamov en del af den første årgang, der blev optaget i Russian Hockey Hall of Fame.

## Spillestil
Lille af statur (han blev målt til 175 cm 76 kg under Summit Series), var Kharlamov en begavet offensiv spiller. I sin storhedstid var han en af de dominerende spillere i sovjetisk ishockey, og han bevarede dette ry under internationale turneringer. Kharlamov elskede de kreative muligheder, hans sport gav, og sagde: "Jeg kan godt lide at score smukke mål." Nogle sammenlignede Kharlamovs spil med Wayne Gretzky, i den forstand at deres samlede spil var bedre, end deres individuelle færdigheder, såsom skøjteløb eller skydning, ville indikere.

## Privatliv
Kharlamov og Irina fik to børn, en søn, Aleksandr, almindeligvis kendt som "Sasha", og en datter, Begonita. Valerij giftede sig med Irina i 1975, efter Aleksandr var født. På det tidspunkt vidste Kharlamov ikke, at han havde en søn, indtil han modtog et telefonopkald fra Irina, der fortalte ham, at han var barnets far. Efter forældrenes bilulykke og død flyttede børnene til deres mormor i Moskva. Aleksandr var kun fem år gammel, da hans far døde. Alexander blev også ishockeyspiller og blev valgt som nummer femten samlet af Washington Capitals i NHL Entry Draft i 1994, selvom han aldrig spillede i NHL. Han spillede i de nordamerikanske minor leagues, hvor han bidrog betydeligt til, at Hampton Roads Admirals vandt Kelly Cup, og var tilbage i Rusland, før han trak sig tilbage i 2004. Alexanders søn er opkaldt Valerij efter sin bedstefar.
Efter hans død blev Kharlamov begravet på Kuntsevo-kirkegården i Kuntsevo-distriktet i Moskva. 

### Citerede kilder
- Cole, Stephen (2015), Hockey Night Fever: Mullets, Mayhem and the Game's Coming of Age in the 1970s, Toronto: Doubleday Canada, ISBN 978-0-385-68212-1
- MacSkimming, Roy (1996), Cold War: The Amazing Canada-Soviet Hockey Series of 1972, Vancouver: Greystone Books, ISBN 9781550544732
- Martin, Lawrence (1990), The Red Machine: The Soviet Quest to Dominate Canada's Game, Toronto: Doubleday Canada, ISBN 0-385-25272-2
- Podnieks, Andrew, red. (november 2013), 2014 IIHF Guide and Record Book, Toronto: Fenn/McClelland Stewart, ISBN 978-0771046391